# Pleiades

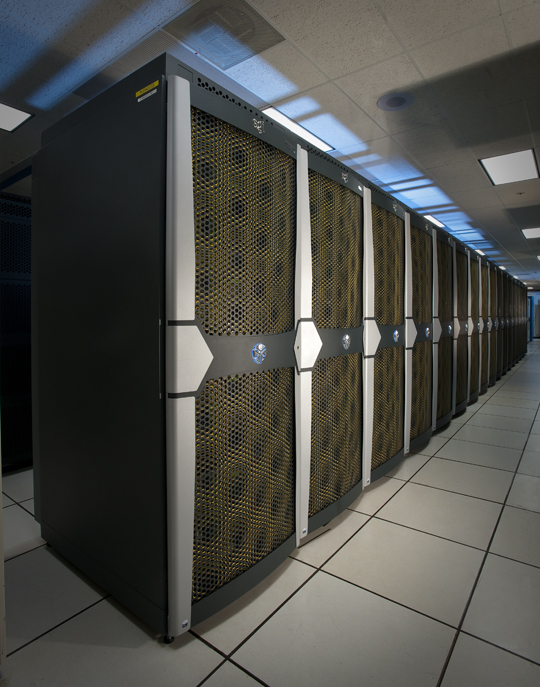
Pleiades

Pleiades è un supercomputer di classe petascale costruito da SGI presso i NASA Ames Research Center a Mountain View California. Nella classifica TOP500 di giugno 2010 era al sesto posto, con una potenza di calcolo di picco di 970 TeraFLOPS (1012 operazioni a virgola mobile al secondo).
A novembre 2016 era classificato quale tredicesimo computer più veloce del mondo nella lista TOP500 con un punteggio LINPACK di 5,95 petaFLOPS (1015) e una prestazione di picco di 7,25 petaFLOPS.